# António Rosa Mendes
António Manuel Nunes Rosa Mendes (Vila Real de Santo António, Vila Nova de Cacela, 21 de Maio de 1954 - Faro, 4 de Junho de 2013) foi um político, historiador e professor de História na Universidade do Algarve. 

## Biografia
Estudou no Liceu de Faro, onde fez o ensino secundário; licenciou-se em História (Faculdade de Letras, 1981) e mais tarde em Direito (Faculdade de Direito, 1995), pela Universidade de Lisboa. Posteriormente, pela Universidade Nova de Lisboa, obteve o grau de mestre em História Cultural e Política (1991) e, pela Universidade do Algarve, doutorou-se em Historia Moderna (2003). 
Como professor da Universidade do Algarve coordenou o Centro de Estudos de Património e História do Algarve, tendo também exercido o cargo de director da Biblioteca Central da mesma universidade.
Como social-democrata exerceu diversos cargos públicos, sendo presidente da Assembleia Municipal de Vila Real de Santo António entre 1985 e 1989 e vereador do mesmo município entre 1989 e 1993. 
Entre 2003 e 2004 foi presidente da Estrutura de Missão Faro - Capital da Cultura 2005.
Foi um dos fundadores da editora algarvia Gente Singular. 

## Homenagem
Em sua homenagem foi criado em 2013, o Prémio Nacional de Ensaio Histórico António Rosa Mendes pela Câmara Municipal de Vila Real de Santo António em parceria com a Universidade do Algarve. 